# Z/VSE
z/VSE (Virtual Storage Extended) é                       um sistema operacional para mainframes IBM, o último da linhagem DOS/360 que se originou em 1965. É menos comum do que o proeminente z/OS e é usado principalmente em máquinas menores. O desenvolvimento do z/VSE ocorre particularmente nos laboratórios da IBM em Böblingen, Alemanha.

## Características
VSE originalmente dava suporte a endereçamento em 24 bits. A medida em que o hardware subjacente evoluiu, VSE foi dotado de suporte para endereçamento em 32 bits. A IBM lançou a Versão 4 do z/VSE em 2007. Esta versão exige hardware de 64 bits com z/Architecture. O lançamento mais recente em Outubro de 2017, é o z/VSE 6.2.

## Antigas versões z/VSE
Desde a versão z/VSE 3.1, acesso a dispositivos de armazenamento Fibre Channel é suportado, embora somente em Enterprise Storage Server (ESS) da IBM e seus sucessores. z/VSE 3.1 ainda é compatível em mainframes de 31 bits, em contraponto a versão z/VSE 4. Esta versão terá suporte até 2009.
Uma geração anterior, VSE/ESA 2.7, não tem mais suporte desde 28 de fevereiro de 2007.